# 카티아 빈테르
카티아 빈테르(스웨덴어: Katia Winter, 1983년 10월 13일~)는 스웨덴의 배우이다.
스톡홀름에서 태어났다.

## 출연 작품
- 하우스 : 혼자가 아니야 (2020년) - 엠마 역
- 웨이브 (2019년)
- 나이트 오브 컵스 (2015년) - 케이트 역
- 데스 콜 (2013년) - 안나 로랜드 역
- 1066 (2013년) - 에디스 스와넥 역
- 페즈 (2013년) - 알레산드라 라근프리드 역
- 스트레인저 인사이드 (2013년) - 소피 역
- 프레야 (2011년)
- 아레나(영어판) (2011년) - 밀라 역
- L.V.J. (2011년)
- 맬리스 인 원더랜드 (2009년)
- 더 시어 (2007년) - 아다 역

### 텔레비전
- 블러드 앤 트레져
- 슬리피 할로우 (2013-15) - 카트리나 크레인 역